# طريقة نفاذ
طريقة النفاذ هي إحدى وظائف نظام تشغيل الحاسوب المركزي الذي يتيح النفاذ إلى المعطيات الموجودة على القرص أو الشريط أو الأجهزة الخارجية الأخرى. كانت طرق النفاذ موجودة في العديد من أنظمة تشغيل الحواسيب المركزية منذ أواخر الخمسينيات، تحت مجموعة متنوعة من الأسماء. توفر طرق النفاذ واجهة برمجة التطبيقات للمبرمجين لنقل المعطيات من الجهاز وإليها، ويمكن مقارنتها ببرامج التعريف في أنظمة التشغيل غير المركزية، ولكنها تتيح عادةً مستوى أكبر من الوظائف.